# サヴィオ
サヴィオ・ボルトリーニ・ピメンテウ（Sávio Bortolini Pimentel、1974年1月9日 - ）は、ブラジル出身の元同国代表のサッカー選手。ポジションはミッドフィールダー。

## 経歴
フラメンゴのユース出身で後トップチームに昇格、ジーコの後継者とも言われた。その後スペインへ渡り、1997年から所属したレアル・マドリードでは、在籍5シーズンの間にUEFAチャンピオンズリーグを3度制覇した。
代表には1994年にデビューすると、アトランタ五輪に臨む五輪代表にもエースとして参加。予選や親善試合ではロナウドとツートップを組み、U-22チーム断トツとなる27得点をあげる。本大会ではオーバーエイジでベベットが加入後もスタメンとして出場。しかし初戦の日本戦に敗れると次戦からロナウドにスタメンを奪われ、ロナウドが大会で5得点を挙げたのに対し、ほとんどの試合で途中出場のサヴィオは無得点で大会を終えた。
2007-08シーズンはスペインリーガ・エスパニョーラ、レバンテUDに所属していたが、2008年1月、契約を解除された。
2008年2月8日にブラジルに戻り、デスポルチーヴァ・カピシャーバ（現：デスポルチーヴァ・フェロヴィアリア）と契約したが、その年の夏にはキプロスのアノルトシス・ファマグスタに加入した。アノルトシスはその年のUEFAチャンピオンズリーグの本戦に出場した。

## 獲得タイトル

### クラブ
フラメンゴ
- カンピオナート・ブラジレイロ・セリエA : 1992
- カンピオナート・カリオカ : 1996
- CONMEBOLコパ・オーロ : 1996
- コパ・ド・ブラジル : 2006

レアル・マドリード
- UEFAチャンピオンズリーグ : 1997-98, 1999-2000, 2001-02
- インターコンチネンタルカップ : 1998
- リーガ・エスパニョーラ : 2000-01
- UEFAスーパーカップ : 2002

レアル・サラゴサ
- コパ・デル・レイ : 2004
- スーペルコパ・デ・エスパーニャ : 2004

### 代表歴
- 1994-2000 ブラジル代表
  - オリンピックサッカー : 1996アトランタ 銅メダル